# Морейська війна (1684—1699)
Морейська війна (італ. Guerra di Morea), також відома як Шоста османсько-венеційська війна — війна, що велась між Венеційською республікою та Османською імперією в 1684—1699 роках і була частиною ширшого османсько-європейського конфлікту, відомого як «Велика турецька війна». Військові дії між венеційцями та османами проходили від Далмації до Егейського моря, але головною кампанією війни було завоювання венеційцями півострова Морея (Пелопоннес) на півдні Греції. Венеційцы прагнули помститися за втрату Криту під час нещодавньої Кандійської війни (1645—1669). В цей час Османська імперія була втягнута у боротьбу на півночі проти Габсбургів – починаючи з невдалої спроби Османської імперії завоювати Відень і закінчуючи тим, що Габсбурги завоювали Буду та всю Угорщину, що позбавило Османську імперію можливості зосередити свої сили проти венеційців. Таким чином, Морейська війна була єдиним з усіх численних османсько-венеційських протистоянь, з якого Венеція вийшла переможцем, захопивши у османів значні території. Проте експансіоністське відродження Венеції було недовгим, оскільки усі надбання венеційців в результаті Морейської війни були втрачені вже під час наступної, так завної Другої Морейської війни, яка відбулась в 1714—1718 роках.

## Передумови
Ще з часів поділу Візантійської імперії після Четвертого хрестового походу, Венеція утримувала кілька островів в Егейському та Іонічному морях, а також низку стратегічно розташованих фортець вздовж узбережжя материкової Греції. З піднесенням Османської імперії, протягом XVI — початку XVII століть в пятьох османсько-венеційських війнах Венеція втратили більшість із них, включаючи Кіпр та Евбею (Негропонт) на користь Османської імперії. Між 1645 і 1669 роками венеційці й османи вели довгу й витратну війну за останнє велике венеційське володіння в Егейському морі — острів Крит. Під час цієї війни венеційський командувач Франческо Морозіні вступив у контакт із повсталими маніотами в Мореї (Пелопонеському півострові) в Греції. Вони домовилися провести спільний похід в Мореї. У 1659 році Морозіні висадився в Мореї і разом з маніотами захопив Каламату. Невдовзі після цього він був змушений повернутися на Крит, і пелопоннеська авантюра провалилася. 
Протягом XVII століття османи залишалися головною політичною та військовою силою в Європі, але ознаки занепаду були очевидними: османська економіка страждала через приток в Європу золота та срібла з Америки, дедалі більшого незбалансованого бюджету та неодноразової девальвації валюти, у той час як традиційна кавалерійська система тимаріотів і яничари, які становили ядро османської армії, втрачали якість і дедалі більше їх замінювали іррегулярні сили, які поступалися регулярним європейським арміям. Реформаційні зусилля султана Мурада IV (правив в 1623—1640 роках), та вміла адміністрація династії великих візирів Кепрюлю, члени якої безперервно керували Імперією в 1656—1683 роках, зуміла утримати владу Османської імперії та навіть завоювати Крит, але довга та тривала Кандійська війна виснажила Османські ресурси.
В результаті Польсько-османської війни (1672–76) османи забезпечили свою останню територіальну експансію в Європі завоюванням Поділля, а потім спробували напасти на територію правобережної України, але були відбиті росіянами. За Бахчисарайським договором річка Дніпро стала кордоном між Османською імперією та Росією.
У 1683 році спалахнула нова війна між Австрією та османами, коли велика османська армія просувалася до Відня . Османська облога була прорвана в битві під Віднем королем Польщі Яном Собеським. У результаті 5 березня 1684 року в Лінці між імператором Леопольдом I Собеським і дожем Венеції Маркантоніо Джустініаном була створена антиосманська Священна ліга. Протягом наступних кількох років австрійці повернули Угорщину з-під османського контролю і навіть захопили Белград у 1688 році, а наступного року дійшли до Ніша та Відіна. Австрійці тепер були надмірно розширені, а також були втягнуті у Війну Аугсбурзької ліги (1688–97) проти Франції. Османи під проводом іншого великого візира Кепрюлю, Фазіла Мустафи-паші, відновили ініціативу та відтіснили австрійців, відновивши Ніш і Відін у 1690 році та розпочавши рейди через Дунай. Після 1696 року ситуація знову змінилася: захоплення Азова росіянами в 1696 році, а потім катастрофічна поразка від Євгена Савойського в битві під Зентою у вересні 1697 року. Після цього між ворогуючими сторонами почалися переговори, які призвели до підписання Карловіцького миру в 1699 році.

## Підготовка Венеції до війни

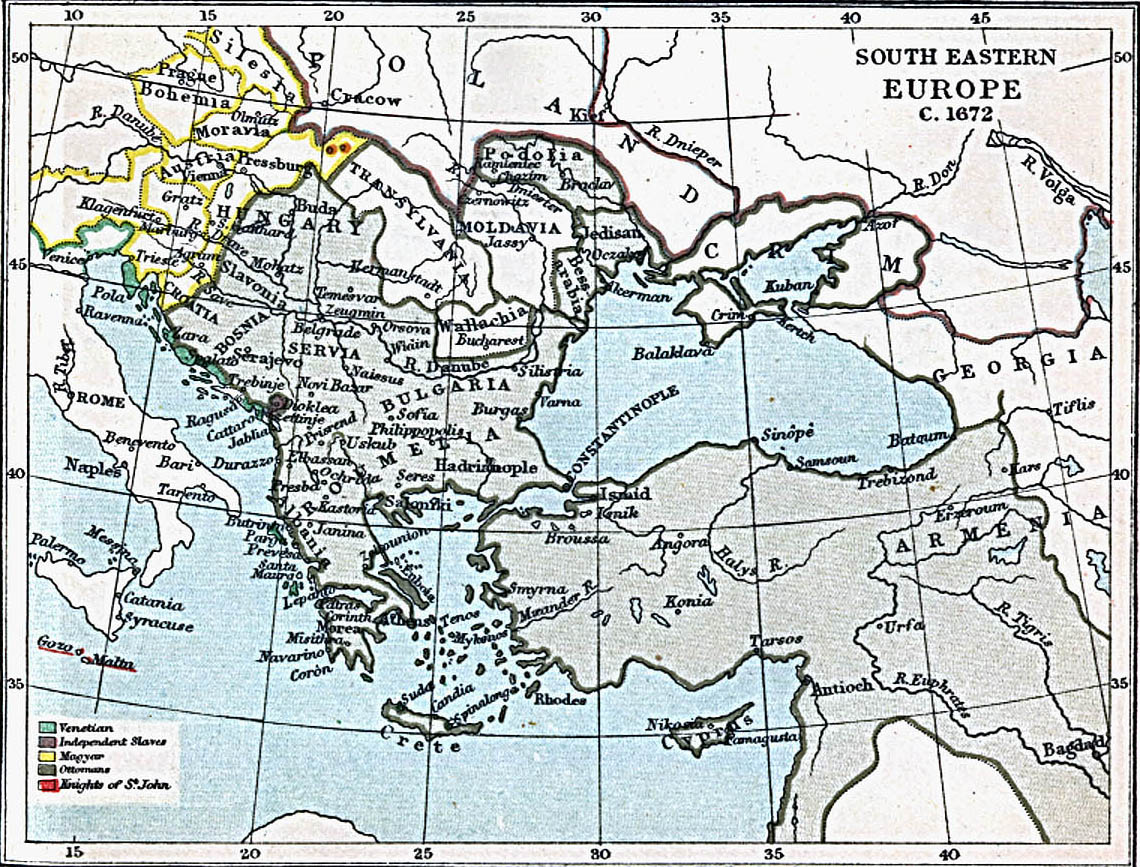
Карта південно-східної Європи прибл. 1670.

Австрійці та поляки вважали участь Венеції у війні корисним доповненням до їх операцій у Центральній Європі, оскільки венеційський флот міг нейтралізувати османські морські сили а також змусити османів відволікти частину своїх сил від центральноєвропейських фронтів. З венеційського боку дебати в Сенаті щодо вступу у війну були гарячими, але врешті перемогла військова партія, яка вважала цей момент чудовою та унікальною можливістю для реваншу за поразки в попередніх османсько-венеційських війнах. У результаті, коли 25 квітня 1684 року до Венеції надійшла звістка про створення Священної ліги, вперше і востаннє в довгій історії османсько-венеційських війн, Сереніссіма оголосила війну Османській імперії, а не навпаки.
Проте на момент початку війни військові сили Венеційської республіки були мізерними. Довга Кандійська війна за Крит виснажила ресурси Венеції і ппризвела до занепаду її влади в Північній Італії та на узбережжі Адріатичного моря. У той час, як венеційський флот складалася з десятка галеасів, тридцяти вітрильних військових кораблів і тридцяти галер, а також допоміжних суден та був достатньо грозною силою, сухопутна венеційська армія складалася з восьми тисячі не дуже дисциплінованих регулярних військ. Їх доповняли численні і добре оснащені місцеві ополчення, але вони не могли бути використані за межами Італії. Дохід також був мізерним, трохи більше двох мільйонів цехінів на рік.
Згідно зі звітами англійського посла в Порті лорда Чандоса, становище османів було ще гіршим: на суші вони переживали зазнали ряд поразок, тож султану довелося подвоїти платню своїх військ і вдатись до примусового призову. Водночас Чандос зазначив, що османський флот перебував у важкому стані і був ледь здатний спорядити десяток військових кораблів. Це надавало венеційцям беззаперечну перевагу на морі і османи вдалися до використання легких і швидких галер, щоб уникати венеційського флоту та постачати запаси до своїх фортеці вздовж узбережжя. Зважаючи на свою фінансову слабкість, республіка вирішила розпочати напад на територію Османської імперії, де вони могли залучити місцевих союзників та стягувати данину для утримання власної армії, перш ніж Османи зможуть оговтатися від шоку та втрат, зазнаних під Віднем. Крім того, Венеція отримала значну фінансову допомогу від папи Інокентія XI, який відіграв провідну роль у формуванні Священної ліги та «майже спустошив курію, збільшуючи субсидії для союзників».
У січні 1684 року головнокомандувачем експедиційного корпусу був обраний Франческо Морозіні, який мав великий досвід операцій у Греції. Венеція збільшила свої морські та сухопутні сили, залучивши велику кількість найманців з Італії та німецьких держав, а також збирала кошти, продаючи державні посади та дворянські титули. Мальтійські лицарі, Савойське герцогство, Папська держава та лицарі Святого Стефана Тосканського надали фінансову та військову допомогу людьми та кораблями, а до венеційської армії було відряджено досвідчених австрійських офіцерів. На Іонічних островах, які перебували під владою Венеції, також були вжиті мобілізаційні заходи — було набрано понад 2 тис. солдатів, крім матросів і веслярів для флоту. 10 червня 1684 року Морозіні відплив з Венеції на чолі флотилії з трьох галер, двох галеасів і кількох допоміжних суден. Дорогою на Корфу до нього приєдналися ще чотири венеційські, п'ять папських, сім мальтійських і чотири тосканські галери. На Корфу вони об'єдналися з місцевими військово-морськими та військовими силами, а також силами, сформованими знатними грецькими родинами з Іонічних островів.

## Венеційський наступ

### Операції в західній Греції (1684)

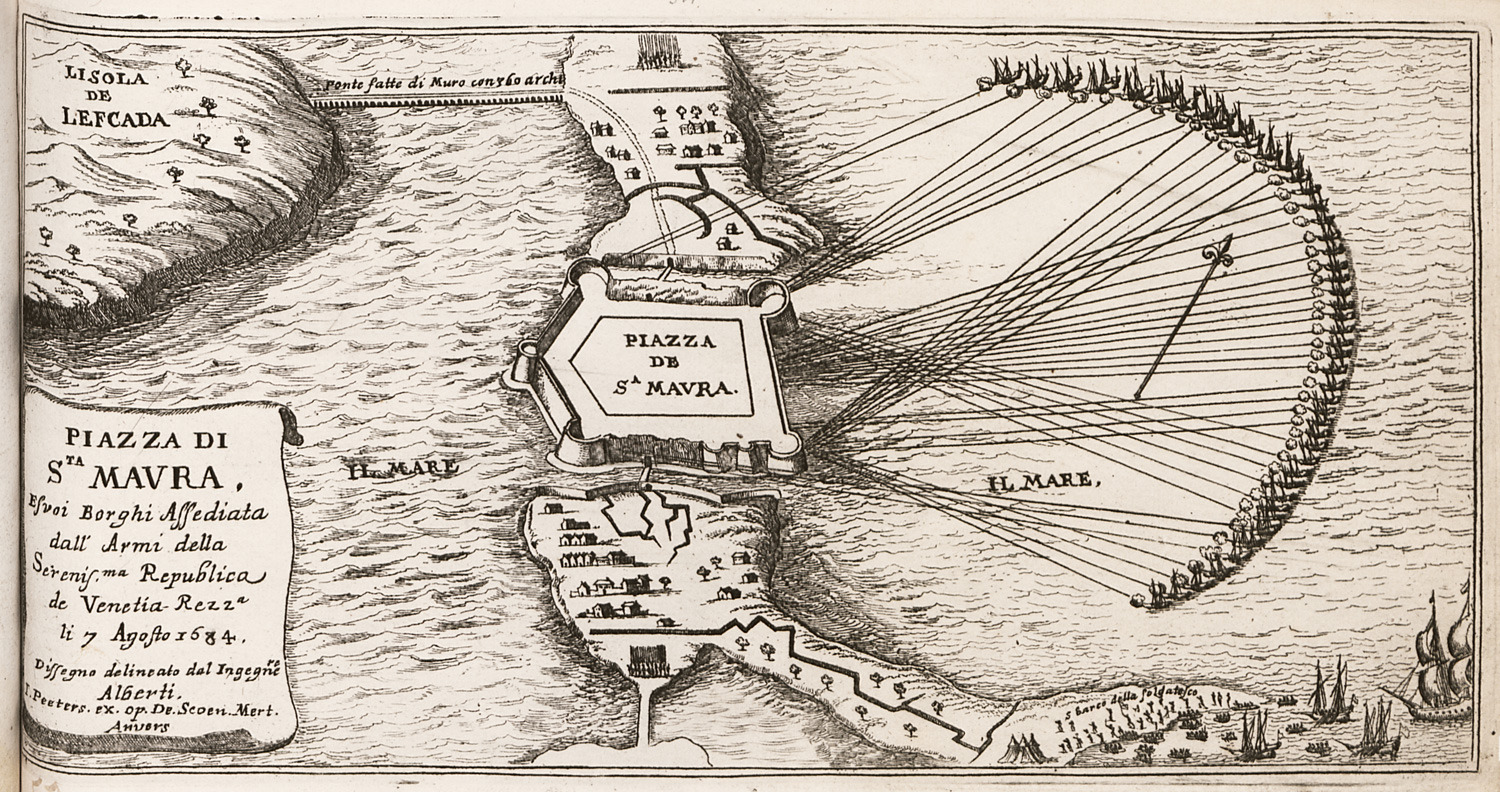
Ескіз облоги Санта-Маури, автор Джейкоб Пітерс

Першою метою венеційського флоту став острів Санта-Маура (сучасна Лефкада) в Іонічному архіпелазі. Політичний суперник Морозіні, Джироламо Корнер, намагався випередити його і захопити фортецю Санта-Маура (яка, на його думку, була слабо захищеною) до прибуття флоту з Венеції. З невеликими силами він відплив із Корфу на острів, але, побачивши у фортеці великий гарнізон, повернув назад. В результаті цієї невдачі Корнер був відсторонений на перший рік війни, протягом якого він служив генерал- провідором Іонічних островів, перш ніж його призначили командувати Далмацією наприкінці 1685 року. 18 липня 1684 року Морозіні залишив Корфу і через два дні прибув до Санта-Маури. Після 16-денної облоги 6 серпня 1684 року фортеця капітулювала.

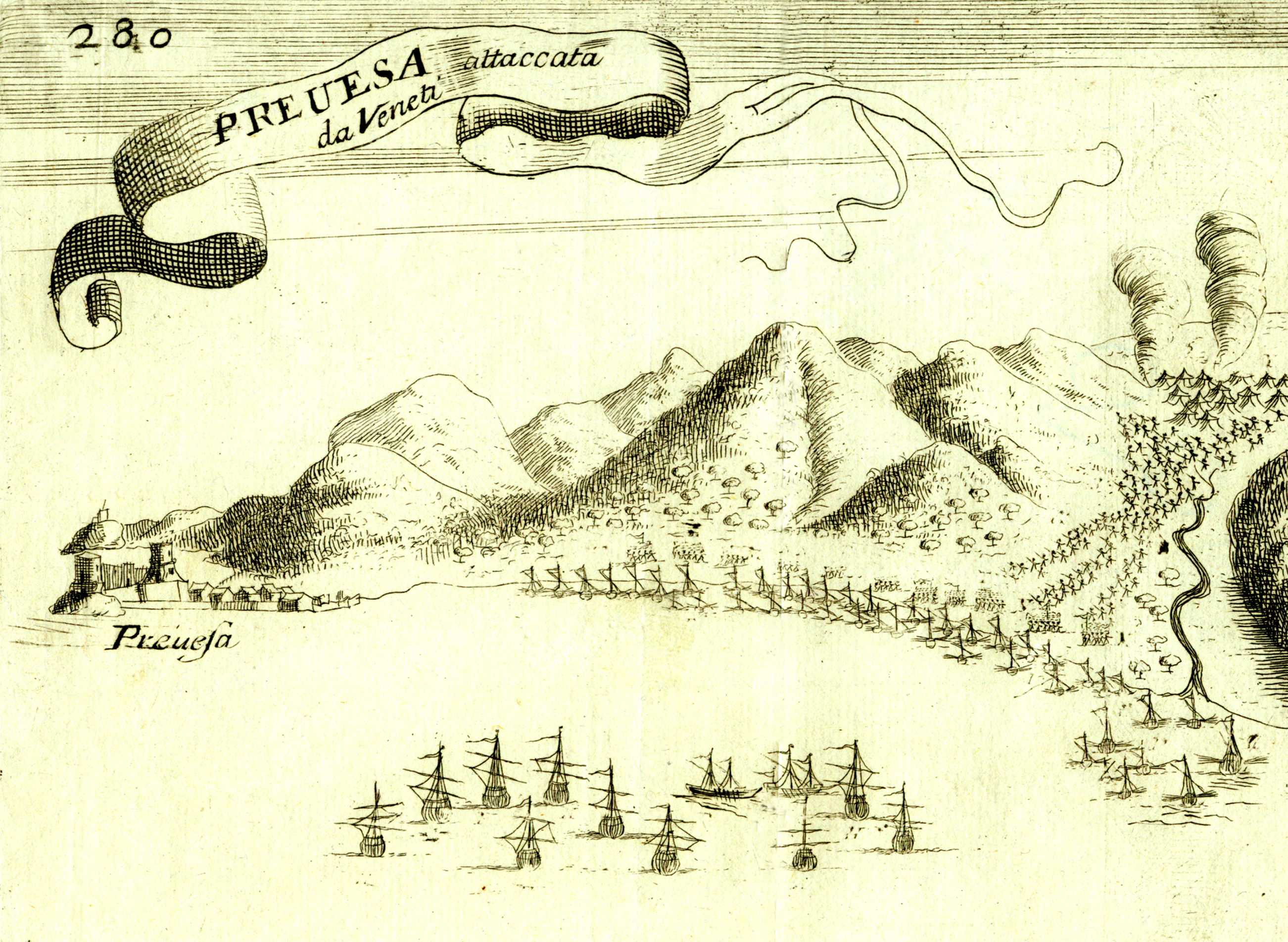
Гравюра венеційської атаки на Превезу, художник Вінченцо Коронеллі

Потім венеційці перейшли на материк в область Акарнанія. Прибережний острів Петалас був зайнятий 10 серпня графом Нікколо ді Страссольдо та Анджело Делладечіма. Підкріплені грецькими добровольцями, переважно з Кефалонії, венеційці захопили міста Етоліко та Міссолонгі. Лідери арванітів (православних албанців) з усього Епіру, з Гімарри та Сулі, а також капітани арматолоїдів Акарнанії та Аграфи зв'язалися з венеційцями з пропозиціями щодо спільної боротьби з османами. З наступом венеційців відбулося загальне повстання в районі Валтос і Ксіромеро . Мусульманські села зазнали нападів, пограбувань і підпалів, і османське панування впало на західній континентальній Греції. До кінця місяця османи утримували лише прибережні фортеці Превеза та Воніца. Венеційський флот здійснив кілька рейдів вздовж узбережжя Епіру аж до Ігумениці і навіть на північно-західному узбережжі Пелопоннесу, поблизу Патр, перед тим, як розпочати узгоджену спробу захопити замок в Превезі 21 вересня. Через вісім днів замок здався, а через кілька днів Воніца була захоплена людьми Делладечіми. Наприкінці осені Морозіні призначив Делладечіму військовим губернатором регіону, що простягається від Амбракійської затоки до річки Ахелоос. Уже на початку війни венеційці почали зазнавати великих втрат через хвороби, зокрема від них помер граф Стразолдо. Ці перші успіхи були важливі для венеційців, оскільки вони забезпечили їхні зв'язки з Венецією, позбавили османів можливості переміщення військ через територію та стали плацдармом для можливих майбутніх завоювань на материковій Греції.
У той же час Венеція приступила до надання Морозіні додаткових військ і уклала договори з правителями Саксонії та Ганновера, які мали надати контингенти найманців. Після підписання договору в грудні 1684 року, 2500 ганноверців приєдналися до Морозіні в червні 1685 року, а 3300 саксів прибули через кілька місяців. Навесні та на початку червня 1685 року венеційські війська зібралися на Корфу, Превезі та Драгаместо : 37 галер (17 з яких тосканські, папські чи мальтійські), 5 галеас, 19 вітрильних кораблів і 12 галеотів, 6400 венеційських військ (2400 ганноверців). і 1000 далматинців), 1000 мальтійських військ, 300 флорентійців і 400 папських солдатів. До них додалося кілька сотень військовозобов'язаних і добровольців греків з Іонічних островів і материка.

### Завоювання Мореї (1685–87)

#### Корон і Мані (1685)

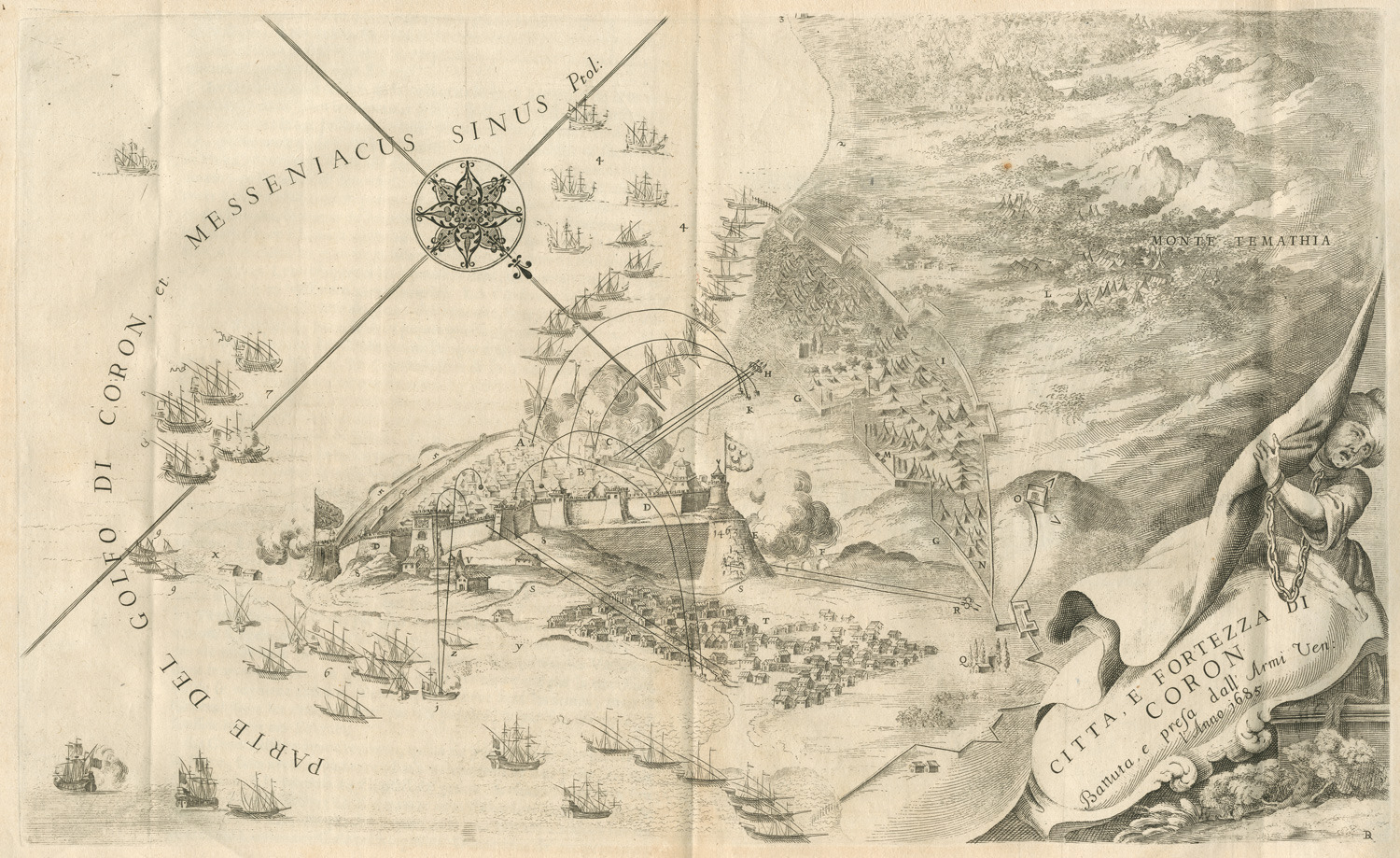
Облога Корона, зображена Вінченцо Коронеллі

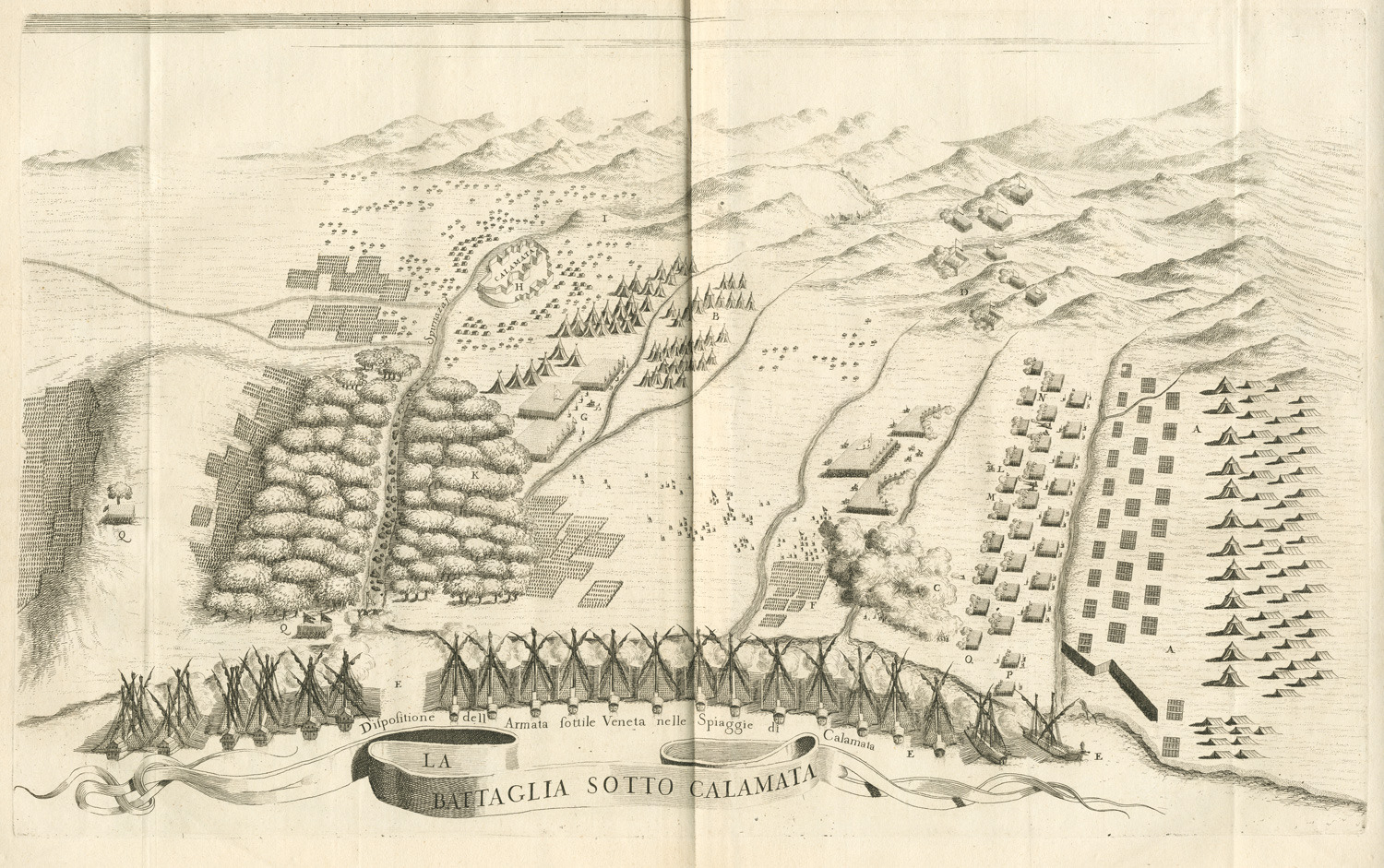
Битва при Каламаті, художник Вінченцо Коронеллі

Забезпечивши собі тил протягом минулого року, Морозіні націлився на Пелопоннес, де греки почали виявляти ознаки повстання. Вже навесні 1684 року османська влада заарештувала і стратила за участь у революційних гуртках митрополита Коринфа Захарію. У той же час почалися повстанські рухи серед маніотів, які обурювалися втратою привілеїв і автономії, включаючи встановлення османських гарнізонів у фортецях Зарната, Келефа і Пассавас, від яких вони постраждали через співпрацю з венеційцями в Критська війна. На початку осені зібрання під головуванням місцевого єпископа Йоакима вирішило звернутися до венеційців за допомогою, і 20 жовтня посольство з десяти чоловік прибуло на Закінф для лікування Морозіні. Дискусії тривали до лютого 1685 року, коли нарешті венеційський головнокомандувач вирішив надати маніотам певну кількість гармат і боєприпасів. Тим часом османська влада не сиділа без діла. Уже в попередні місяці вони посилили свої війська в Лаконії, а в лютому новий сераскер Мореї, Ісмаїл-паша, вторгся на півострів Мані з 10 000 чоловік. Маніоти чинили опір, але їхні повторні благання про допомогу до венеційців на початку березня призвели лише до відправки чотирьох кораблів з боєприпасами під командуванням Даніеля Долфіна. У результаті маніоти були змушені підкоритися і віддати своїх дітей у заручники сераскеру .
Нарешті 21 червня венеційський флот відплив до Пелопоннесу, а 25 червня венеційська армія чисельністю понад 8000 чоловік висадилася біля колишнього венеційського форту Корон (Короні) і взяла його в облогу. Маніоти спочатку залишалися пасивними, і деякий час позиції християнських військ, що облягали, загрожували військам на чолі з губернатором Науплії Халілом-пашою та свіжими підкріпленнями, висадженими османським флотом під командуванням Капудан-паші, обидва в Науплії і в Каламаті. Османські спроби прорвати облогу зазнали поразки, і 11 серпня фортеця здалася. Незважаючи на обіцянку безпечного проходу, гарнізон було вбито через підозру у зраді.
У завершальній стадії облоги брали участь 230 маніотів під командуванням закінфського вельможі Павлоса Макріса, і незабаром у регіоні знову піднялося повстання, підбадьорене присутністю Морозіні в Короні. Тепер венеційський командувач націлився на Каламату, де Капудан-паша висадив 6000 піхотинців і 2000 кіннотників, і встановив укріплений табір. 10 вересня венеційці та маніоти домоглися капітуляції фортеці Зарната, його гарнізону з 600 осіб було дозволено безпечно пройти до Каламати, але його командир пішов у відставку до Венеції та отримав багату пенсію. Після того, як капудан-паша відхилив пропозицію Морозіні розігнати його армію, венеційська армія, посилена 3300 саксами під командуванням генерала Ганнібала фон Дегенфельда, напала на османський табір і розгромила їх 14 вересня. Каламата здалася без бою, її замок було зруйновано, а до кінця вересня залишилися османські гарнізони в Келафі та Пассавасі капітулювали та евакуювали Мані. Пасавас був зруйнований, але венеційці, у свою чергу, розмістили власні гарнізони в Келафі та Зарнаті, а також на прибережному острові Маратонісі, щоб стежити за непокірними маніотами, перш ніж повернутися на Іонічні острови зимувати.
Сезон кампанії завершився взяттям і зруйнуванням Ігумениці 11 листопада.  Знову хвороба завдала шкоди венеційській армії на її зимових квартирах. Втрати були особливо важкими серед німецьких контингентів, які скаржилися на недбалість, виявлену до них з боку венеційської влади, і на часто зіпсовану їжу, яку їм надсилали: тільки ганноверці втратили 736 чоловік через хворобу в період з квітня 1685 по січень 1686, як проти 256 у бою.

#### Наварино, Модон і Науплія (1686)

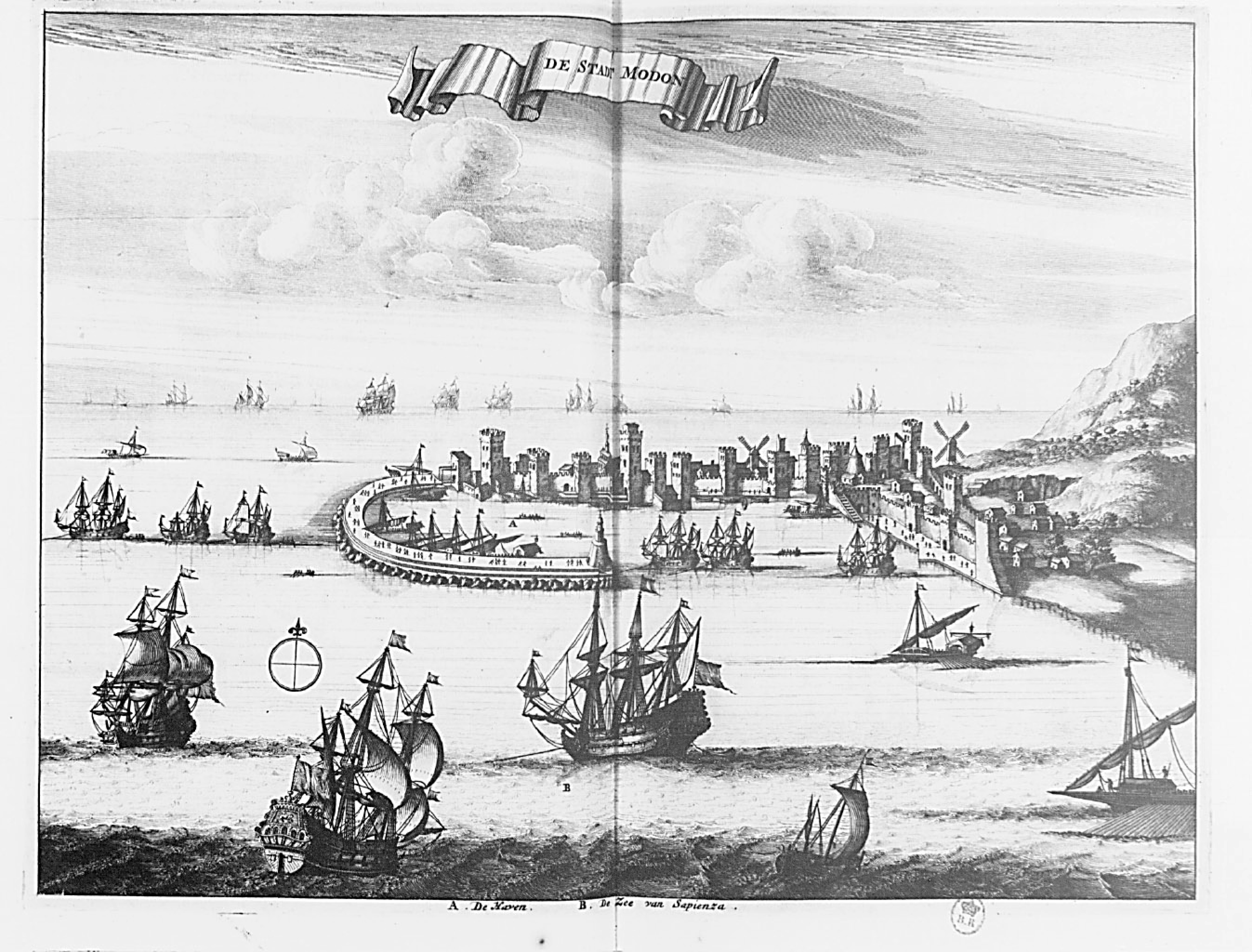
Вид на фортецю та гавань Модон у 1688 році

У наступному році османи перехопили ініціативу, атакувавши Келефу на початку березня, змусивши Морозіні прискорити свій відхід з Іонічних островів. Османи зняли облогу та відступили після прибуття венеційського флоту під Веньєрі, а 30 березня Морозіні почав висадку своїх військ у Мессенійській затоці. венеційські сили збиралися повільно, і Морозіні довелося чекати прибуття підкріплення у вигляді 13 галер з Папської області та Великого герцогства Тоскани, а також інших найманців, які зібрали його армію приблизно до 10 000 піших і 1000 коней, перш ніж почати свій наступ наприкінці травня. За рекомендацією самого Морозіні, ветеран шведського маршала Отто Вільгельм Кенігсмарк був призначений головою сухопутних військ, а Морозіні зберіг командування флотом. Кенігсмарк також попросив і отримав дозвіл, щоб венеційці найняли кількох інших досвідчених офіцерів, зокрема експертів з облогової війни.
2 червня Кенігсмарк висадив свою армію в Пілосі, де наступного дня здався Стара фортеця Наварино після того, як акведук, що подавав до неї воду, був зруйнований. Його гарнізон, що складався з чорношкірих африканців, був перевезений до Александрії. Більш сучасна фортеця Нове Наварино також була обложена та здана 14 червня після того, як один із її магазинів вибухнув, убивши її командира Сефера Пашу та багатьох його старших офіцерів. Його гарнізон, 1500 солдатів і стільки ж цивільних утриманців, були перевезені до Триполі. Спроби османського сераскера звільнити фортецю або перешкодити венеційцям закінчилися поразкою в битві, після чого 22 червня венеційці перейшли до блокади та взяли в облогу іншу колишню венеційську фортецю, Модон (Метоні). Незважаючи на те, що форт був добре укріплений, оснащений сотнею гармат і тисячним гарнізоном, він здався 7 липня після тривалих бомбардувань і послідовних венеційських штурмів. Його 4000 населення також було перевезено до Триполі. У той же час венеційська ескадра і далматинські війська захопили форт Аркадія (сучасна Кіпарісія) північніше.

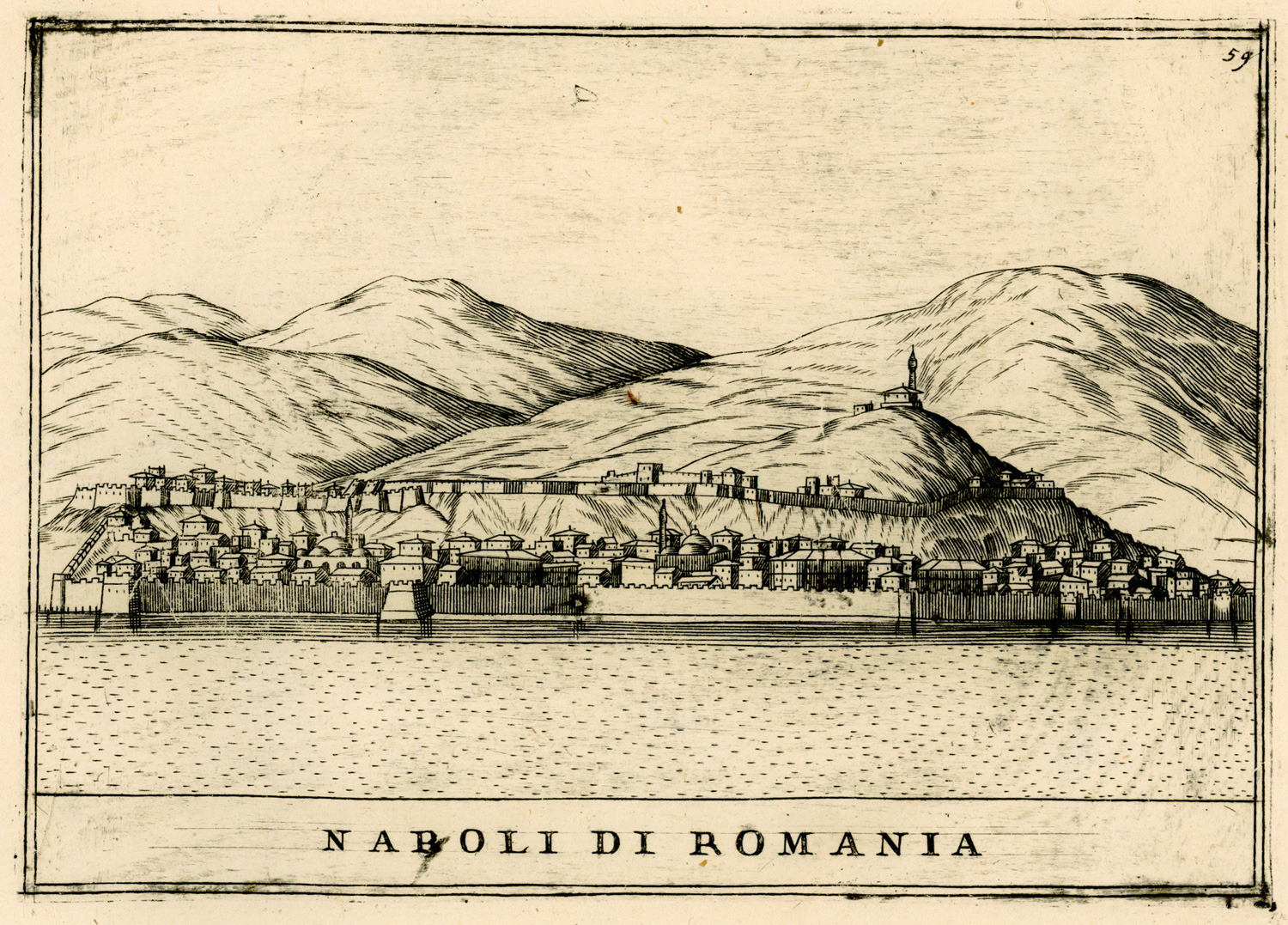
Вид на Науплію з моря, на фоні височини Паламіді, художник Вінченцо Коронеллі

Тоді венеційці блискавичним кроком відійшли від Месенії та висадили її в Толо між 30 липня та 4 серпня, на відстані вражаючої відстані від столиці Пелопоннесу, Навплії. У перший же день Кенігсмарк повів свої війська, щоб захопити пагорб Паламіді, який на той час був погано укріплений і виходив на місто. Командувач міста, Мустафа-паша, перевів мирних жителів до цитаделі Акронафплії та надіслав термінові повідомлення сераскеру Ісмаїлу-паші про допомогу; перш ніж венеційці встигли завершити свою висадку, Ісмаїл-паша прибув до Аргоса з 4000 кінними і 3000 піших і спробував допомогти обложеному гарнізону. 7 серпня венеційці почали наступ на армію допомоги, якій вдалося захопити Аргос і змусити пашу відступити до Коринфа, але протягом двох тижнів, починаючи з 16 серпня, війська Кенігсмарка були змушені безперервно відбивати атаки сил Ісмаїла-паші, відбиватися вилазки обложеного гарнізону та впоратися з новим спалахом чуми — ганноверці нарахували 1200 із 2750 чоловік як хворих і поранених. 29 серпня Ісмаїл-паша почав широкомасштабну атаку на венеційський табір, але зазнав важкої поразки після того, як Морозіні висадив 2000 чоловік з флоту на своєму фланзі. Того ж дня Мустафа-паша здав місто, а наступного дня Морозіні влаштував тріумфальний вступ до міста. Сім тисяч мусульман міста, включаючи гарнізон, були перевезені в Тенедос. Звістка про цю велику перемогу була зустрінута у Венеції з радістю та святкуванням. Науплія стала основною базою венеційців, тоді як Ісмаїл-паша відійшов до Востиці на півночі Пелопоннесу після посилення гарнізонів у Коринті, які контролювали прохід до Центральної Греції. Османські сили в інших місцях впали в безлад, коли поширювалися неправдиві чутки про те, що султан наказав евакуювати Пелопоннес; таким чином у Каритайні османські війська вбили свого командира й розсіялися.
Османський флот під командуванням Капудан-паші, який прибув у Саронічну затоку для зміцнення османських позицій у Коринті, був змушений повернутися до своєї бази в Дарданеллах . На початку жовтня Морозіні очолив власні кораблі в марних пошуках османського флоту; у рамках цієї експедиції Морозіні висадився в Піреї, де його зустрів митрополит Афін Яків і знатні особи міста, які запропонували йому 9000 реалів як данину. Відвідавши Саламін, Егіну та Гідру, 16 жовтня Морозіні повернувся з флотом до бухти Навпліона. Приблизно в той самий час невдоволення серед німецьких найманців через їхні втрати від хвороб і сприйману недбалість у розподілі здобичі досягло свого піку, і багато хто, включаючи весь саксонський контингент, повернулися додому. Тим не менш, Венеція змогла компенсувати збитки шляхом нового найму в Гессені, Вюртемберзі та Ганновері. Через неминучий початок Дев'ятирічної війни та загальний попит на найманців більшість новобранців не були солдатами-ветеранами; вербувальники були навіть змушені вербувати французьких дезертирів, і понад 200 чоловіків дезертирували по черзі під час маршу до Венеції. Знову необхідність чекати підкріплення відклала початок венеційських операцій у 1687 році до липня.

#### Патри і завершення завоювання (1687)

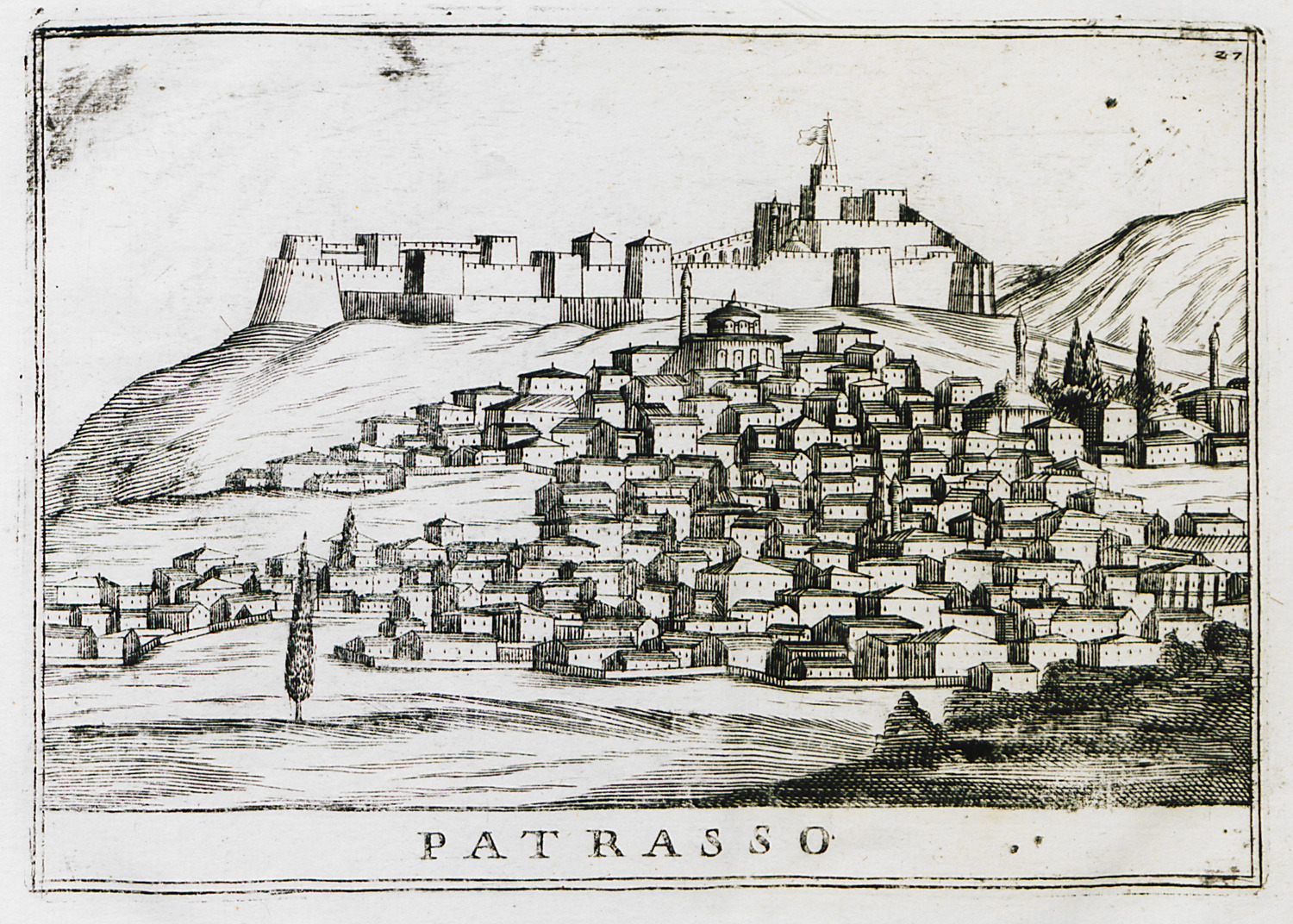
Вид на Патри в 1708 році, художник Вінченцо Коронеллі

Тим часом османи сформували міцний табір у Патрах із 10 000 чоловік під керівництвом Мехмеда-паші. Оскільки османи були поповнені з Коринфської затоки невеликими суднами, першим кроком Морозіні було встановлення морської блокади північного узбережжя Пелопоннесу. Потім, 22 липня, Морозіні висадив перший із своїх 14 000 військ на захід від Патр. Через два дні, після того, як основна частина венеційських сил висадилася, Кенігсмарк повів свою армію, щоб атакувати османський табір, вибравши слабке місце в його обороні. Османи хоробро билися, але до кінця дня вони були змушені відступити, залишивши понад 2000 убитих і поранених, 160 гармат і багато припасів, 14 кораблів і власний прапор свого командира. Поразка деморалізувала османський гарнізон замку Патри, який покинув його та втік до фортеці Ріо («замок Морея»). Наступного дня, коли венеційські кораблі патрулювали біля берега, Мехмед і його війська також покинули Ріо та втекли на схід. Відступ швидко переріс у паніку, до якої часто приєднувалися грецькі селяни, і яка того ж дня поширилася на материк через Коринфську затоку. Таким чином, протягом одного дня, 25 липня, венеційці змогли без протидії захопити форти-близнюки Ріо та Антіріо («Малі Дарданелли») і замок Наупактос (Лепанто). Османи зупинили свій відступ лише під Фівами, де Мехмед-паша приступив до перегрупування своїх сил.
Венеційці продовжили цей успіх підкоренням останніх османських бастіонів на Пелопоннесі: Хлемуці здався Анджело де Негрі із Закінфа 27 липня, а Кенігсмарк рушив на схід до Коринфа. Османський гарнізон залишив Акрокоринт при його наближенні після того, як підпалив місто, яке було захоплене венеційцями 7 серпня. Тепер Морозіні віддав наказ про підготовку кампанії через Коринфський перешийок до Афін, перш ніж вирушити до Містри, де він переконав османський гарнізон здатися, а маніоти зайняли Каритайну, покинуту османським гарнізоном. Пелопоннес перебував під повним контролем Венеції, і лише форт Монемвасія (Мальвазія) на південному сході, який був взятий в облогу 3 вересня, продовжував опір, протримавшись до 1690 року. Ці нові успіхи викликали велику радість у Венеції, і Морозіні та його офіцерам були віддані почесті. Морозіні отримав титул перемоги «Пелопоннеський», і його бронзовий бюст був виставлений у залі Великої ради Венеції, чого ніколи раніше не робили для живих громадян. Кенігсмарк був нагороджений 6000 дукатами в золотому посуді та підвищенням платні до 24 000 дукатів на рік, Максиміліан Вільгельм Брансвік-Люнебурзький, який командував ганноверськими військами, отримав прикрашений дорогоцінними каменями меч вартістю 4000 дукатів, і подібні подарунки були зроблені багатьом офіцерам. в армії.

### Окупація Афін (1687–88)

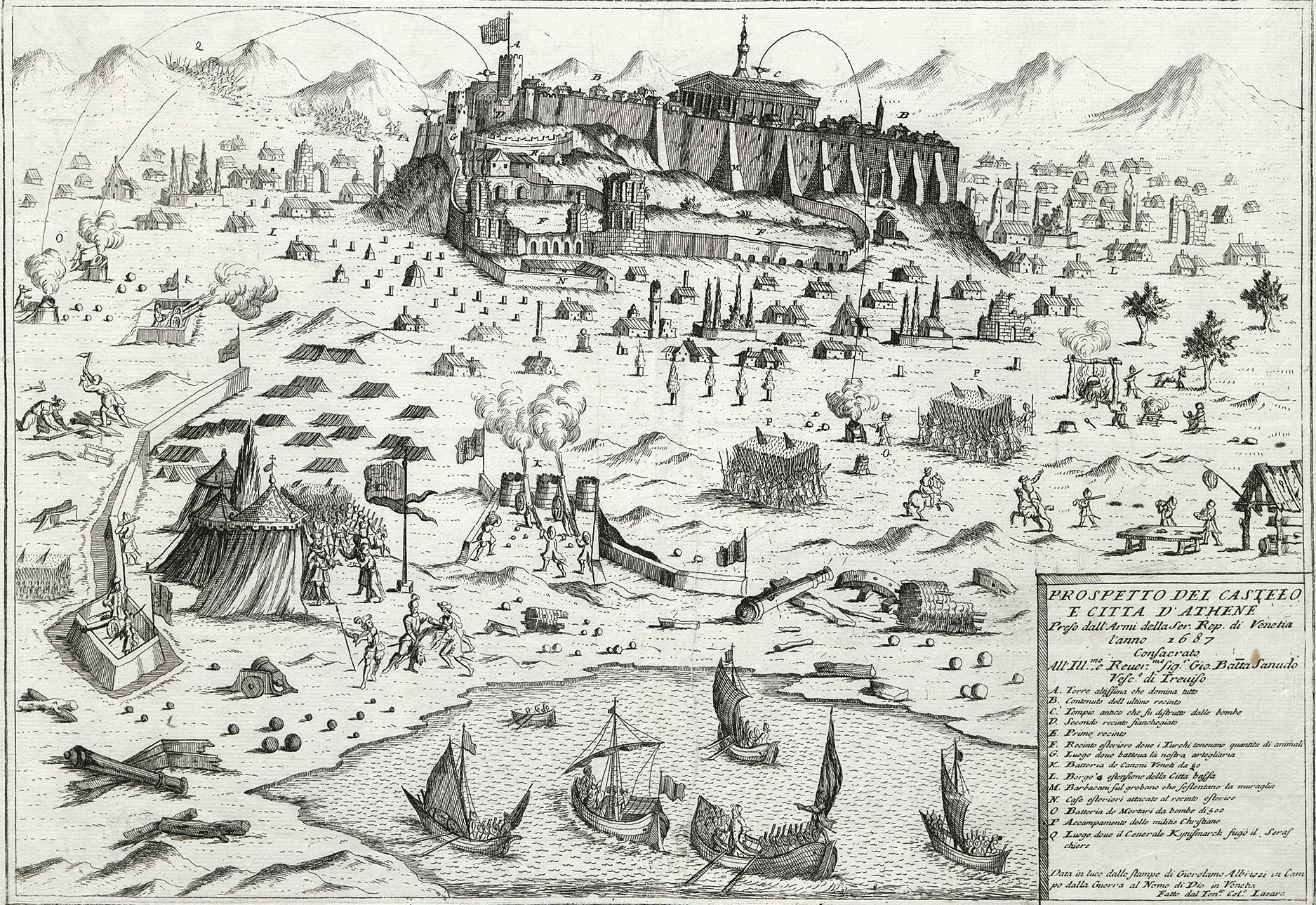
Гравюра із зображенням венеційської облоги Афінського акрополя, вересень 1687 року. Позначено траєкторію руху снаряда, що влучив у Парфенон, спричинивши його вибух.

Венеційські позиції на Пелопоннесі не могли бути безпечними, доки османи утримували східну Центральну Грецію, де Фіви та Негропонт (Халкіда) були значними військовими опорними пунктами. Таким чином, 21 вересня 1687 року армія Кенігсмарка чисельністю 10 750 чоловік висадилася в Елевсіні, а венеційський флот увійшов у Пірей. Турки швидко евакуювали місто Афіни, але гарнізон і велика частина населення відступили до стародавнього Афінського Акрополя, вирішивши протриматися, поки не прибуде підкріплення з Фів. Венеційська армія встановила гармати та мінометні батареї на Пнікс та інших висотах навколо міста та почала облогу Акрополя, яка тривала шість днів (23–29 вересня) і завдала значних руйнувань стародавнім пам'яткам. Османи спочатку зруйнували храм Афіни Ніки, щоб спорудити гарматну батарею, а 25 вересня венеційське гарматне ядро підірвало пороховий склад у Пропілеях . Найважливішою завданою шкодою було руйнування Парфенона . Турки використовували храм для зберігання боєприпасів, і коли ввечері 26 вересня 1687 року в будівлю влучив мінометний снаряд, внаслідок вибуху загинуло 300 осіб і було повністю зруйновано дах храму та більшість стін. Незважаючи на величезні руйнування, спричинені «чудесним пострілом», як назвав це Морозіні, турки продовжували захищати форт, поки 28 вересня Кенігсмарк не відбив спробу допомоги османської армії з Фів. Після цього гарнізон капітулював за умови перевезення до Смірни.

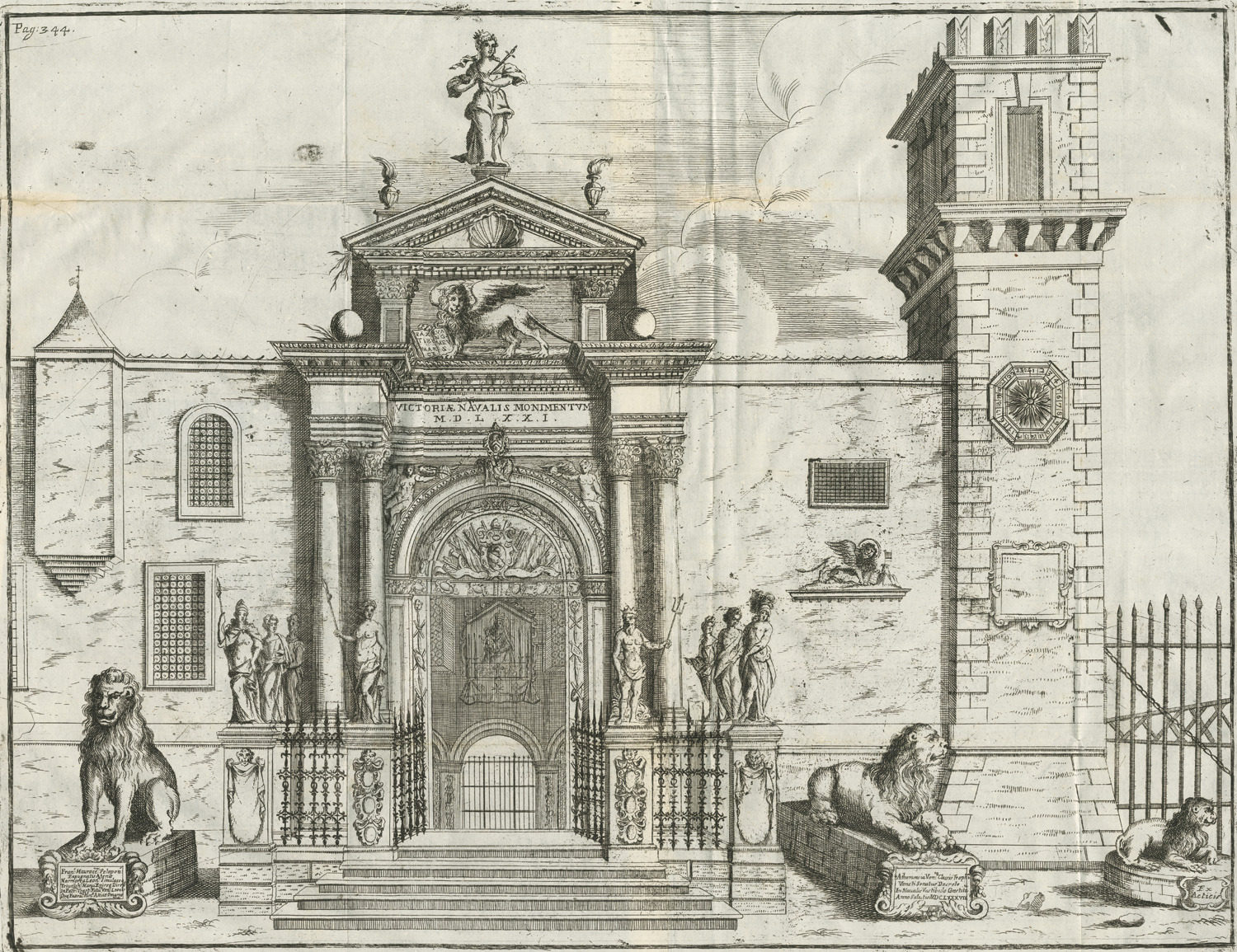
Тріумфальний вхід до Венеційського арсеналу, побудованого між 1692 і 1694 роками, зі статуями левів, привезених Морозіні з Пірея.

Незважаючи на падіння Афін, становище Морозіні не було надійним. Османи накопичували армію у Фівах, і їх 2000-сильна кавалерія фактично контролювала Аттику, обмежуючи венеційців околицями Афін, тому венеційцям довелося встановити форти для безпеки дороги, що сполучала Афіни з Піреєм. 26 грудня 1400-осібний залишок ганноверського контингенту відійшов, і новий спалах чуми взимку ще більше послабив венеційські війська. Венеційцям вдалося залучити 500 арванітів із сільського населення Аттики як солдатів, але жоден інший грек не бажав приєднатися до венеційської армії. На раді 31 грудня було вирішено залишити Афіни та зосередитися на інших проектах, таких як завоювання Негропонте. У Муніхії був укріплений табір для забезпечення евакуації, і було запропоновано, але не погоджено, що стіни Акрополя повинні бути зруйновані. Коли венеційські приготування стали очевидними, багато афінян вирішили залишити, побоюючись османських репресій: 622 сім'ї, близько 4000–5000 осіб, були евакуйовані венеційськими кораблями та оселилися як колоністи в Арголіді, Коринфії , Патрах та на островах Егейського моря. Морозіні вирішив принаймні забрати кілька стародавніх пам'яток як здобич, але 19 березня статуї Посейдона та колісниці Ніки впали та розбилися на шматки, коли їх знімали із західного фронтону Парфенона. Венеційці відмовилися від спроби видалити з храму подальші скульптури, а замість цього взяли кілька мармурових левів, у тому числі знаменитого Пірейського лева, який дав гавані її середньовічну назву «Порто-Леоне», і який сьогодні стоїть біля входу в Венеційську Арсенал . 10 квітня венеційці евакуювали Аттику на Пелопоннес.

### Напад на Негропонте (1688)

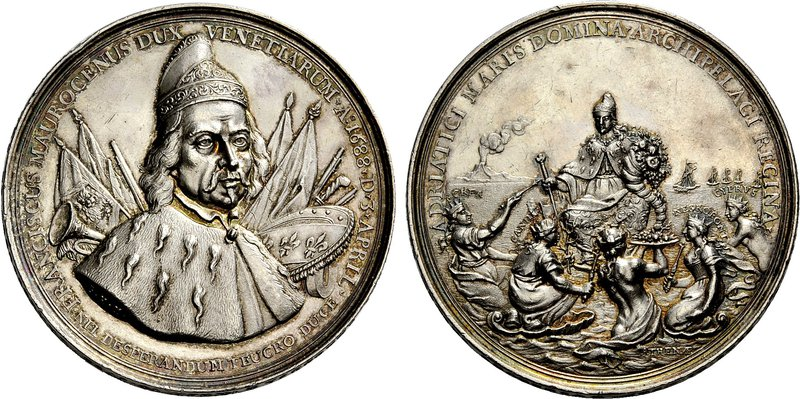
Медаль викарбувана в Нюрнберзі в 1688 році на честь завоювання Морозіні в Мореї та його обрання дожем Венеції

3 квітня 1688 року Морозіні було обрано новим дожем Венеції, але він зберіг командування венеційськими військами в Греції. Сенат доклав великих зусиль, щоб поповнити свої сили в Греції, але знову необхідність чекати очікуваного підкріплення затримала початок операцій до кінця червня. Незважаючи на невдачу афінської експедиції, доля війни все ще була сприятливою: османи переживали низку поразок в Угорщині та Далмації: після катастрофічної битви під Мохачем у листопаді 1687 року вибухнув заколот. що призвело до звільнення та страти великого візира Сарі Сулеймана-паші та навіть усунення султана Мехмеда IV (r. 1648—1687), якого змінив його брат Сулейман II (r. 1687—1691).  Кілька радників Морозіні запропонували сприятливий момент для спроби відвоювання Криту, але новий дож відмовився і наполягав на кампанії проти Негропонта.
11 липня перші венеційські війська почали висадку в Негропонте і через два дні взяли його в облогу. Венеційці зібрали значні сили, 13 000 війська та ще 10 000 чоловік у флоті, проти османського гарнізону з 6 000 чоловік, який чинив рішучий опір. Венеційський флот не зміг повністю заблокувати місто, що дозволило силам Ісмаїла-паші через протоку Евріп переправляти припаси до обложеного замку. Венеційці та їхні союзники зазнали великих втрат, особливо через черговий спалах чуми, включно з генералом Кенігсмарком, який помер від чуми 15 вересня, тоді як мальтійські лицарі та лицарі ордену Св. Стефана вийшли з облоги на початку осені. Після того, як остання атака 12 жовтня виявилася дорогою невдачею, Морозіні довелося визнати поразку. 22 жовтня венеційська армія, втративши загалом приблизно 9.000 чоловік залишили Негропонт і попрямували до Аргосу. З ними пішов воєначальник Ніколаос Карістінос, який підняв повстання на півдні Евбеї і безуспішно намагався захопити замок Карістос.
Виснажені облогою та хворобою, залишки ганноверських і гессенських найманців покинули Грецію 5 листопада. Наприкінці 1689 р. Морозіні здійснив невдалу спробу атакувати Монемвасію, але незабаром після цього його похитнуте здоров'я змусило повернутися до Венеції. На посту головнокомандувача його змінив Джироламо Корнаро. Це означало кінець венеційського панування та початок низки успішних, хоча зрештою не вирішальних, османських контрнаступів.

### Бої в Далмації
Під час Морейської війни Венеційська республіка взяла в облогу Сінь у жовтні 1684 року, а потім знову в березні та квітні 1685 року, але обидва рази безуспішно.  Під час спроби 1685 року венеційським військам допомогло місцеве ополчення Республіки Поліца, яке таким чином повстало проти свого номінального османського суверенітету, що існував з 1513 року.  У спробі відплатити Поліці, у червні У 1685 році османи напали на Задварьє, а в липні 1686 року на Долац і Сріяне, але були відкинуті і зазнали великих втрат. 30 вересня 1686 року за допомогою місцевого населення Поліці та морлаків фортеця Синь нарешті була захоплена венеційською армією. 1 вересня 1687 року почалася облога Герцег-Нові, яка закінчилася перемога Венеції 30 вересня. Книн було взято після дванадцятиденної облоги 11 вересня 1688 р. Взяття фортеці Книн ознаменувало кінець успішної венеційської кампанії з розширення території у внутрішній Далмації, а також визначило значну частину остаточного кордон між Далмацією та Боснією та Герцеговиною, який існує сьогодні. Османи знову взяли в облогу Сінь під час Другої морейської війни, але були відбиті.
26 листопада 1690 року Венеція зайняла Вргорац, що відкрило шлях до Імотського та Мостару. У 1694 році їм вдалося захопити території на північ від Республіки Рагуза, а саме Читлук, Габела, Зажабле, Требінє, Попово, Клобук і Метковіч. Згідно з остаточним мирним договором Венеція відмовилася від районів Попового поля, а також Клек і Суторина, щоб зберегти раніше існуючу демаркацію біля Рагузи.

## Османський контрнаступ
Новий османський султан спочатку бажав мирного врегулювання, але початок війни Аугсбурзької ліги в 1688 році і відволікання австрійських ресурсів на боротьбу з Францією спонукали османське керівництво продовжувати війну. Під умілим керівництвом нового великого візира Кепрюлю Фазила Мустафи-паші османи перейшли в контрнаступ. Оскільки основні зусилля були спрямовані проти Австрії, османи так і не змогли виділити достатньо людей, щоб повністю повернути території, захоплені венеційцями.

### Піднесення Лімберакіса Геракаріса
Наприкінці 1688 року турки звернулися за допомогою до лідера маніотів Лімберакіса Геракаріса, який допомагав їм під час вторгнення в Мані під час Кандійської війни, але з тих пір був ув'язнений у Константинополі за піратство. Він був звільнений, отримав титул «бея Мані», отримав дозвіл набрати військо з кількох сотень і приєднався до османської армії у Фівах. Незважаючи на те, що він ніколи не командував великою армією, Геракаріс мав відігравати важливу роль на останніх етапах війни, оскільки його сміливі та руйнівні рейди дестабілізували венеційський контроль і свідчили про постійне виснаження ресурсів Республіки. Навесні 1689 року Геракаріс здійснив свій перший рейд проти венеційських позицій у західній частині Центральної Греції зі змішаними силами з 2000 турків, албанців і греків. Геракаріс захопив і спалив Мессолонгі, пограбував регіони Валтос і Ксіромеро та здійснив напади на венеційські фортеці в Айтоліко та Вініці.
Щоб протистояти цій новій загрозі, венеційці відновили свої спроби залучити на свій бік місцевих лідерів і залучити місцевих греків і греків-біженців до ополчень. Таким чином Республіка сформувала два військових загони: один у Карпенісі під командуванням грецьких капітанів armatoloi та далматинських офіцерів Спаноса, Хормопулоса, Босінаса, Вітоса та Любозовича, а інший у Лойдоріках під керівництвом капітанів Курмаса, Меїданіса та Еліаса Даміановича. У той же час велика ділянка нічийної землі між османськими фортецями на сході та венеційськими територіями на заході дедалі більше ставала притулком для незалежних військових загонів, як християн, так і мусульман, які були підсилені албанськими та далматинськими дезертирами з венеційської армії. Таким чином, місцеве населення було залежне від ласки венеційців та їхніх грецьких і далматинських допоміжних військ, з одного боку, які витягували гроші за захист, грабіжницькі військові загони та османів, які все ще вимагали сплати регулярних податків. Складність конфлікту ілюструє той факт, що Геракаріс був відбитий у червні 1689 року під час атаки на Салону (Амфісса) місцевими жителями під керівництвом Дімітріоса Харополітіса та Еліаса Даміановича, але приблизно в той же час Геракаріс захищав села Аграфа та Карпенісі від мародерських християнських загонів. Геракаріс намагався переконати багато незалежних військових загонів вступити на службу до Османської імперії, але без особливого успіху. Йому вдалося більш успішно переконати багатьох афінян, які втекли з міста в 1688 році, повернутися до своїх домівок після того, як османський сераскер гарантував, що проти них не буде репресій.
У 1690 році посилені османські війська прокотилися через Центральну Грецію, і хоча їх атака на Лепанто була відбита, вони відновили контроль над внутрішніми районами на схід від Лепанто. Венеційці також досягли успіху: Монемвасія впала 12 серпня 1690 року, таким чином усунувши останній османський бастіон у Мореї.
У 1692 році Геракаріс очолив османське вторгнення на Пелопоннес. Він взяв Коринф і безуспішно обложив Акрокоринт і Аргос, перш ніж був змушений відступити через прибуття венеційських підкріплень. Після нових вторгнень на Пелопоннес у 1694 і 1695 роках Геракаріс перейшов до венеційського табору. Венеція не могла довго терпіти його жорстоке і жорстоке поводження з цивільним населенням і інтриги щодо посади бея Мані, і після жорстокого пограбування Арти в серпні 1696 року Геракаріс був заарештований і ув'язнений у Брешії.

### Операції в Чорногорії

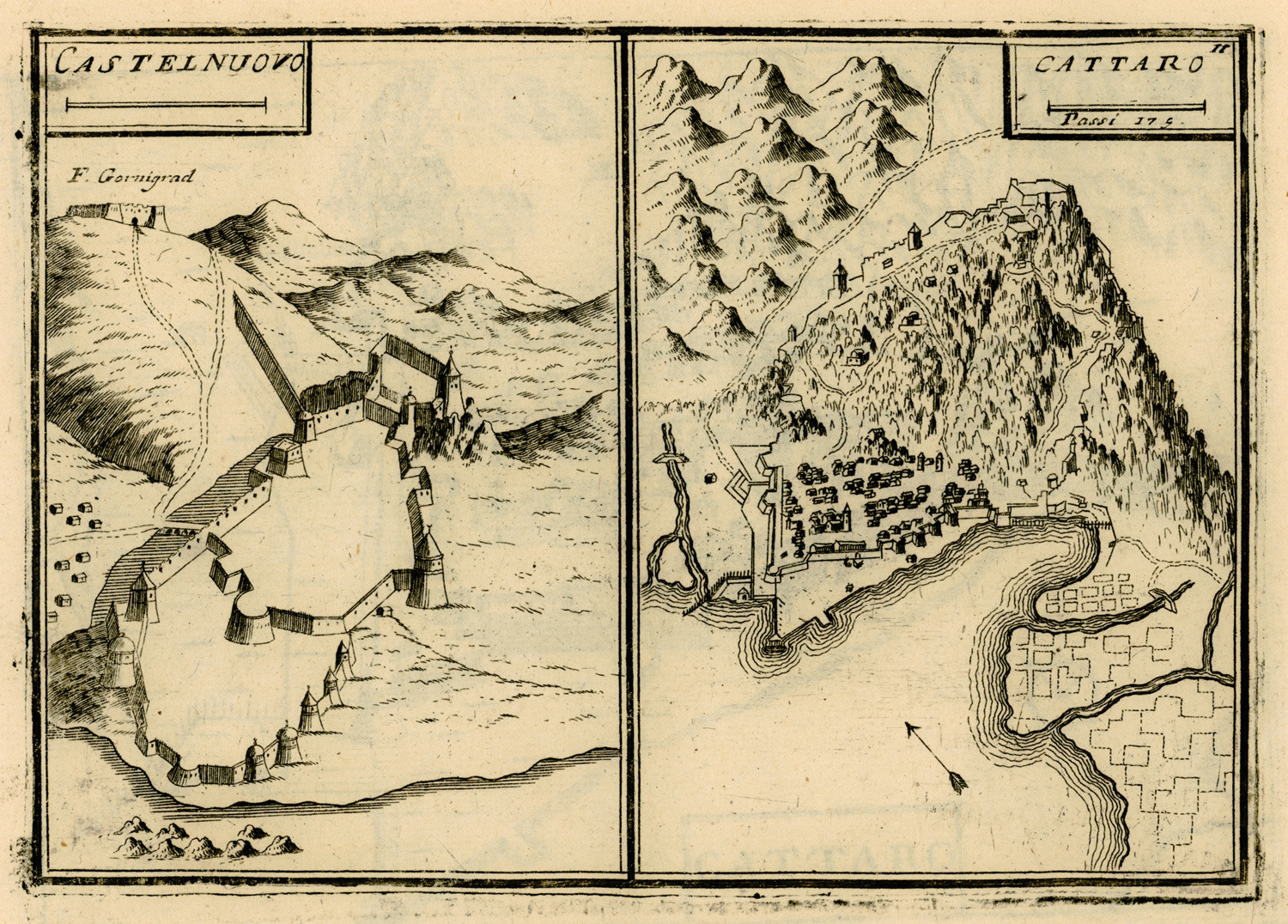
Фортеці Кастельнуово (Херцег-Нові) і Каттаро (Котор), художник Вінченцо Коронеллі

Венеційці мали важливі зв'язки та значну підтримку серед чорногорців, закріпивши міцну позицію ще під час Кандійської війни. Венеція наполегливо розглядала можливість взяти Чорногорію під свій захист. У 1685 році помер чорногорський митрополит Руфим Болевич, «Найвірніший друг Венеції» на той час, за словами самих венеційців , який після короткого перебування на посаді Василія Велєкрайського був замінений Вісаріоном Бориловичем Бажицею. Борилович зійшов на престол як протеже свого родича патріарха Печа Арсенія III Чарноєвича. Раніше великий прихильник Венеції, після встановлення контакту з представниками імператора в 1688 році, Арсеній став важливим союзником Габсбургів на Балканах. Венеційці були стурбовані тим, що під впливом Арсенія, який сам був чорногорцем за походженням, чорногорці більше схилятимуться до австрійців, і таким чином тримали на відстані також Вісаріона. Хід Великої турецької війни не завжди збігався з інтересами Венеції, і тому ця двостороння політика призвела до нерішучості та нерегулярності війни в Чорногорії. Намагаючись залучити чорногорців на свій бік, Венеція послала загін гайдуків на чолі з їхнім співвітчизником Байо Півляніном до Цетіньє, щоб підняти населення проти османів у 1685 році. Загін складався переважно з чорногорців з Грбаля та Боки Которської. Раніше вони продемонстрували свої наміри під час короткої нічної атаки на Герцег-Нові 22 серпня 1684 року. Візир Шкодера Сулейман Бушаті, погрожуючи та заспокоївши племена Кучі та Кельменді, зібрав армію та рушив до Цетіньє, коли Півлянин та його гайдуки, супроводжувані венеційським загоном і до яких приєдналися деякі чорногорці, вирішили вчинити останню боротьбу. Протистояння завершилося битвою при Вртієлька, де османські війська знищили гайдуків і проникли до Цетіньє. Пограбувавши Цетіньє, Бушати відступив. Невизначене, що призвело до низького рівня мобілізації, ставлення чорногорців до війни швидко змінилося, і, незважаючи на те, що кілька з них були примусово мобілізовані під час нападу Бушаті на Будву в 1686 році, вони тепер були на користь Венеції.
Вісаріон Борилович, який тим часом був обраний, розробив ближчий план війни з венеційцями та послав 1500 чорногорців під командуванням князя Вучети Богдановича з Негуші на допомогу Джироламо Корнаро під час його нападу на Герцег-Нові. Венеційський флот відплив із Хвара і 2 вересня за кілька днів досяг Кастельнуово. Венеційці розпочали облогу, супроводжувану щоденним важким бомбардуванням. Османи спробували прорвати блокаду, надіславши підкріплення під командуванням Топала Хусейна-паші з Боснії 15 вересня. Вони зазнали остаточної поразки від чорногорців на Камено. Герцег-Нові здався венеційцям 31 вересня, поклавши край майже півторастолітньому правлінню османів, встановленому в 1540 році. У березні та травні 1688 р. османи намагалися відплатити. Сулейман-паша Бушаті напав на чорногорське гірське плем'я Кучі, лише двічі зазнавши нищівної поразки, втративши 1500 чоловік і втративши Медун. Влітку того ж року на племінних зборах у Градаці в Лєшанській нахії Чорногорія офіційно визнала сюзеренітет Венеції.
Таким чином митрополит Вісаріон запросив шляхтича з Котора Івана «Зане» Грбічича до Цетіньє наступного року, якого потім було обрано першим чорногорським гувернадуром . Венеційці встановили гарнізон у Цетіньє та укріпилися в Цетіньському монастирі. У липні 1691 року Сулейман знову зазнав поразки під час своїх каральних походів Піпері та Бєлопавлічі. У 1692 році Вісаріон Борилович Баїца помер за загадкових обставин. Популярна теорія змови стверджує, що його отруїли венеційці. У вересні того ж року Сулейман розпочав ще один великий похід проти Чорногорії. Венеційські війська не мали наміру протистояти йому, як це зробили гайдуки сім років тому, і, у свою чергу, відступили до святині монастиря Цетіньє. Османська армія досягла Цетіньє майже без бою, лише жменька чорногорців чинила опір. Після переговорів венеційській армії було дозволено відступити з Цетіньє. Перед відходом вони замінували монастир, знищивши його остаточно. Цей крок був досить непопулярним серед місцевого населення і призвів до того, що Чорногорія відвернулася від Венеції. Міцні зв'язки залишилися, титул гувернадура був переданий дому Вукотичів, а потім до дому Радонічів. Османська армія незабаром відступила з Цетіньє.

### Взяття Валони і Канини (1690р.)

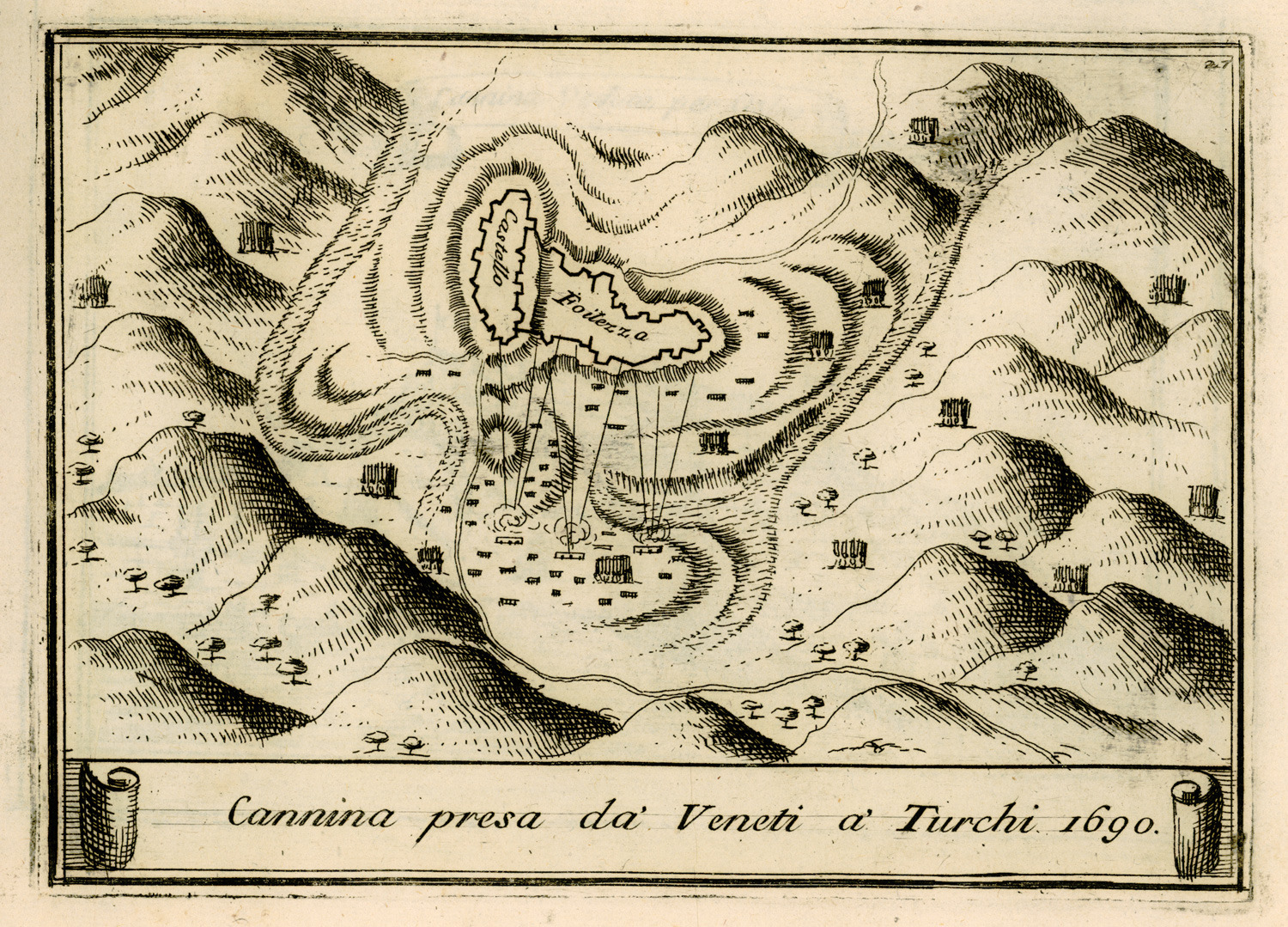
Облога Каніни, художник Вінченцо Коронеллі

Намагаючись допомогти албанцям Гімари, які повстали проти турків, і після деяких успіхів у північній Албанії та Чорногорії, венеційський флот розпочав атаку на османський порт і фортецю Валона. Венеційці висадили війська 11 вересня 1690 року, але замість того, щоб зіткнутися з ними, османи відступили та розділили свої 7000 військ на території між Валоною та внутрішньою фортецею Каніна. Венеційці змусили Каніну здатися 17 вересня, а Валону було захоплено наступного дня після того, як її гарнізон евакуювався з неї. Цей успіх дозволив венеційцям розширити контрольовану територію вздовж узбережжя та внутрішніх районів Епіру до Аргірокастрону, Гімари, Сулі та навіть околиць Арти.
Реакція Османської імперії не забарилася: на початку 1691 року великий візир Фазіл Мустафа-паша послав підкріплення під командуванням Каплан-паші та Джафер-паші, нового сераскера Мореї Ходжа Халіла-паші та Сулеймана-паші Шкодера, щоб повернути втрачені території в західні Балкани. До 14 березня османи відновили Валону та відновили контроль над північним Епіром. Протягом наступних двох років місцеві жителі, особливо в Хімарі, зазнали жорстоких репресій, що змусило багатьох втекти на Корфу, а інших прийняти іслам, щоб врятуватися.

### Напад на Кандію (1692)
У 1692 році венеційський флот під командуванням Доменіко Моченіго напав на Крит і взяв в облогу його столицю Кандію, в той же час християни острова повстали проти османів. Незважаючи на це, спроба повернути Кріт провалилася. Османам навіть вдалося шляхом зради взяти венеційську фортецю на острові Грамвуза.

### Останні роки війни
Сподіваючись пожвавити венеційську справу, Морозіні сам повернувся до Мореї в 1693 році. Його похилий вік позбавив його можливості знову довести свої здібності, і 16 січня 1694 року він помер у Наполі-ді-Романья. Його наступник Антоніо Дзено, всупереч пораді своїх офіцерів, очолив експедицію проти багатого острова Хіос, біля узбережжя Малої Азії. Острів було взято легко, але турецька відповідь була швидкою та масивною. Подвійна морська битва біля островів Ойнусс у лютому 1695 року призвела до поразки венеційців і змусила їх принизливо відійти з Хіоса.
Османам було запропоновано знову вторгнутися в Морею, але зазнали поразки від генерала Штайнау і були відкинуті на свою базу у Фівах. У той же час Штейнау вдалося перевести Геракаріса на венеційську сторону (див. вище).

### Морські операції в Егейському морі
Було кілька морських зіткнень між ворогуючими флотами, наприклад, біля Лесбоса в 1690 році, біля Андроса в 1696 році, біля Лемноса в липні 1697 року і неподалік Самофракії в 1698 році, але вони були загалом нерішучими і не змогли змінити баланс сил. 

## Наслідки

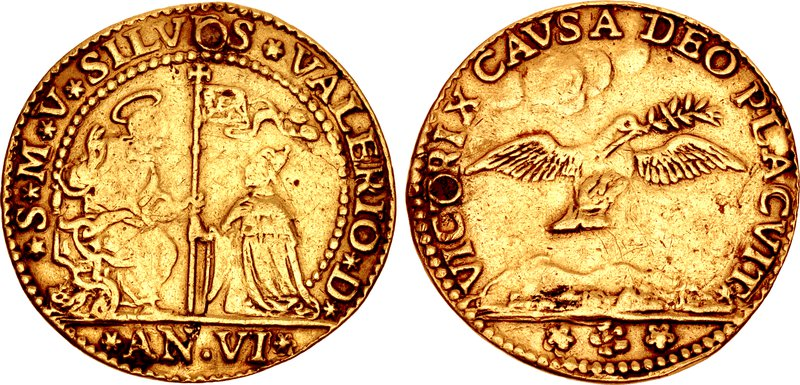
Венеційська монета в чотири цехіни на честь Карловіцького миру

Карловіцький договір, підписаний у січні 1699 року, підтвердив венеційське володіння Кефалонією та Мореєю з островом Егіна, на території яких було утворене «Королівство Морея» (італ. Regno di Morea), поділене на чотири провінції: Романія з центром у Напоілі-ді-Романья (сучасний Нафпліон), Лаконія з центром у Мальвазії (сучасна Монемвасія), Мессенія з центром у Наваріно (сучасний пілос) та Ахайя з центром у Патрассо (сучасні Патри). Війна спричинила демографічну та економічну кризу на Пелопоннесі. Згідно з першим переписом населення, проведеним венеційцями, на півострові було 86 468 осіб у порівнянні з довоєнним населенням у 200 000 осіб. Хоча венеційцям вдалося відновити певне процвітання — населення нібито зросло приблизно до 250 000 до 1708 року, ймовірно, завдяки імміграції  — вони не змогли завоювати довіру своїх греко-православних підданих, які звикли до відносної автономії під час турків і обурювалися на венеційську бюрократію. Венеційці також розпочали великий фортифікаційний проект по всій Мореї, результати якого можна побачити й сьогодні. Тим не менш, сама Венеція була надто ослаблена, щоб ефективно стверджувати свою владу, і в 1715 році швидка османська кампанія під час війни, яку часто називали Другою Морейською війною призвела до повернення Морею під владу Османської імперії.